# کاستلو دل ماتزه
کاستلو دل ماتزه (به ایتالیایی: Castello del Matese) یک کومونه در ایتالیا است که در استان کسرتا واقع شده‌است.

## خصوصیات
کاستلو دل ماتزه ۲۱٫۵ کیلومترمربع مساحت و ۱٬۵۳۹ نفر جمعیت دارد و ۴۷۶ متر بالاتر از سطح دریا واقع شده‌است.